# 존 마츠작

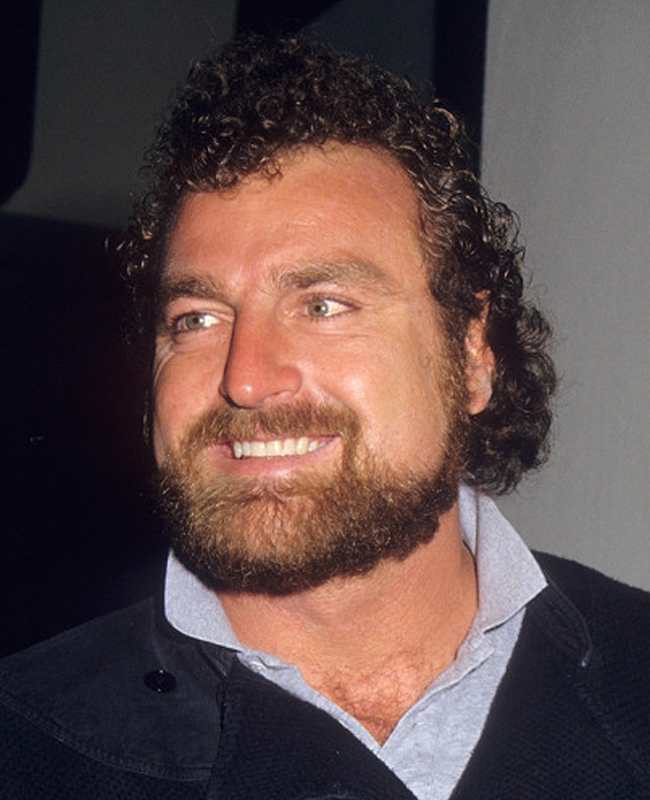

존 머투잭(John Matuszak, 1950년 10월 25일 ~ 1989년 6월 17일)은 미국의 배우이다.
할리우드에서 사망하였다. 사인은 과다복용이다.

## 출연 작품
- 위기일발 대작전 (1990년)
- 특공대작전 4 - 오리엔트 특급 작전 (1988년)
- 진정한 승부 (1987, P.K. and the Kid)
- 크레이지 걸 (1986년)
- 5인의 특공대 (1985년)
- 구니스 (1985년) - 로트니 슬로스 프래텔리 역
- 우주 해적선 (1984년)
- 원시인 (1981년)
- 달라스의 투혼 (1979년) - O.W. 샤독 역